# Самовиця
Самови́ця (також відоме за назвами Самовище, Сомови́ця Самови́ці) — колишнє село, що було затоплене в 1960 році водами Кременчуцького водосховища.

## Географія
Село розташовувалось на обох берегах річки Золотоношка (серед місцевого населення — Рівець), в місці впадіння її до протоки Дніпра Самовиці. Річки та навколишні заплавні озера були багаті на рибу. На схід від села знаходилось село Більки (Білки), на південний схід — Мутихи, на північний захід — хутір Дубинка, а на північний схід — село Червонохижинці (Краснохижинці).
Вулиця, або місцевості села:
- Завалківка — 90 хат
- Заровець
- Коноплянка
- Соколівка
- Хоменківка — 20 хат

На північний схід від села розташоване Самовицьке поселення епохи пізньої бронзи.

## Населення
На час переселення села у ньому проживало 1278 осіб у 312 дворах. На карті 1929 року населення села вказано — 306 осіб.

## Історія
Існують перекази, що село було засноване 4 бурлаками, вихідцями із Запорозької Січі. Вони влаштували на пагорбі свій курінь. Назва походить від поширених у місцевих водоймах сомів і спочатку село називалось Сомовиця.
1708 року село увійшло до новоствореної Київської губернії. 1719 року була утворена Київська провінція, до одного з його дистриктів відійшло й село. До 1761 року у селі не було церкви і воно відносилось до парафії Успенської (пізніше Введенської) церкви сусіднього села Мутихи. 1761 року у селі була збудована церква св. Миколая, на місці колишнього куреня у центрі на пагорбі. Існують перекази щодо будівництва церкви:
|  | Місцевий житель Климент Захарченко поїхав з дружиною на Великдень до Успенської церкви сусідніх Мутих. На зворотньому шляху сильний вітер здійняв його кибалку (головний убір) та завіяв далеко у болото. Розгнівавшись, він пообіцяв більше не їздити до сусіднього села і за рік разом з односельцями добився дозволу на будівництво церкви. Церкву збудували за власні кошти. |

За козаччини село Сомовиця було у складі Іркліївської сотні Переяславського полку.
1764 року село увійшло до складу новоствореного Золотоніського повіту Київської губернії. Того ж року губернія була ліквідована, а територія разом із селом відійшла до складу новоствореної Малоросійської губернії. Восени 1781 року губернія була ліквідована і село у складі відновленого Золотоніського повіту відійшло до новоствореного Київського намісництва.
За описом Київського намісництва 1781 року в Самовищі було 70 хат. За описом 1787 року в селі проживало 250 душ. Було у володінні різного звання «казених людей», козаків і власника — бунчукового товариша Максима Требинського.
Село є на мапі 1800 року.
1796 року намісництво було ліквідоване і весь Золотоніський повіт увійшов до складу відновленої Малоросійської губернії. 1802 року губернія була поділена на Чернігівську та Полтавську, які разом утворили Малоросійське генерал-губернаторство (існувало до 1856 року). Сомовиця перебувала у складі Мойсенської волості Золотоніського повіту Полтавської губернії. 1875 року у селі була збудована нова дерев'яна Миколаївська церква, яка також мала власне озеро, дзвіницю та бібліотеку. Священником у селі був Іоанн Василієв Стаховський. У селі діяли жіноча школа грамоти та земська школа.
З 1887 року село стало називатись Самовиця. 16 травня 1920 року весь Золотоніський повіт відійшов до складу новоствореної Кременчуцької губернії, однак остання була ліквідована 21 жовтня 1922 року і село знову перейшло під юрисдикцію Полтавської губернії. 7 березня 1923 року було скасовано повітовий поділ і село увійшло до складу новостворених Іркліївського району Золотоніської округи. 3 червня 1925 року округ був ліквідований, Іркліївський район відійшов до складу Черкаської округи Київської губернії. Одночасно були ліквідовані губернії і район перейшов у пряме підпорядкування Української СРР. 5 січня 1927 року Черкаська округа була перейменована на Шевченківську. З 1929 року на картах село позначалось як Самовиці. 15 вересня 1930 року округи були остаточно ліквідовані і райони перейшли у пряме підпорядкування Української СРР.
27 лютого 1932 року була утворена Київська область, куди увійшов й Іркліївський район разом із селом. 22 вересня 1937 року район перейшов до складу новоствореної Полтавської області.
У роки Другої світової війни село майже повністю було спалене, однак на початку 1950-их роках відновилось. Були збудовані школа, магазин, медпункт.
З 7 січня 1954 року Самовиця увійшла до новоствореної Черкаської області. На початку 1950-их років жителям було повідомлено про будівництво Кременчуцької ГЕС і про потребу переселятись із зони затоплення. 1955 року до села прибули закарпатські лісоруби і почали вирубувати ліси. Потім прибула спеціальна комісія з оцінки майна. 1956 року почалось заповнення водою ложа Кременчуцького водосховища, жителі села почались переселятись на нове місце, у степову ділянку за 35 км на північ. Разом із жителями сусідніх сіл Мутихи та Більки (разом вони утворювали колгосп імені XVIII з'їзду ВКП(б)) 25 червня 1956 року вони заснували село Ленінське (сучасне село Степове). У листопаді 1959 року Іркліївський район було ліквідовано, територія села відійшла до складу Чорнобаївського району. Повністю вода покрила село восени 1959 року.

## Персоналії
Поширеними прізвища у селі були: Бец, Богдан, Бут, Венгер, Завалко, Захарченко, Ільченко, Костенко, Месевря, Миколаєнко, Моргун, Настенко, Осауленко, Пошиваник, Прітченко, Сидоренко, Синиця, Смола, Співак, Стаховський, Шемшур, Штанько.
- Список жителів станом на 1954 рік перед переселенням
- Жителі села, загиблі в роки Громадянської війни (1917—1921)
- Жителі села, які загинули в роки Голодомору (1932—1933)
- Воїни із жителів села, які загинули в роки Другої світової війни
- Цивільні із жителів села, які загинули в роки Другої світової війни
- Жителі села, які повернулись після Другої світової війни

Найвідомішим вихідцем з села є:
- Іриней Орда (Орда Харисим Михайлович) (1837—1904) — у різні роки єпископ Чигиринський, Могилевський і Мстиславській, Тульський і Белевский, Подільський і Брацлавський, Єкатеринбурзький і Ірбітський, пізніше єпископ Орловський і Севський.

## Галерея

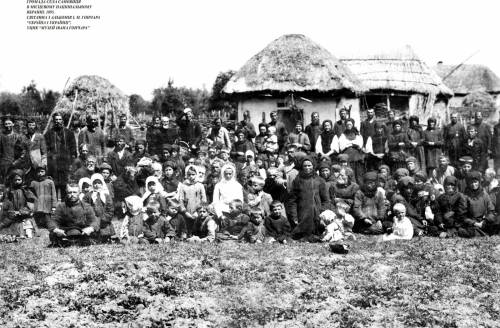
Громада села, 1895 рік
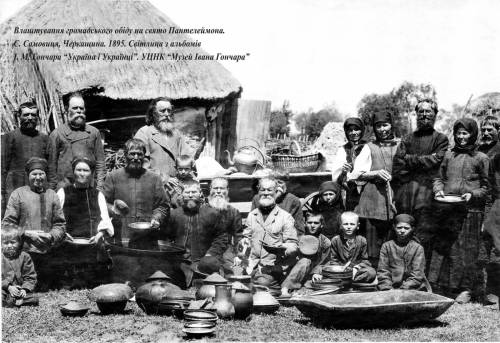
Свято Пантелеймона, 1895 рік
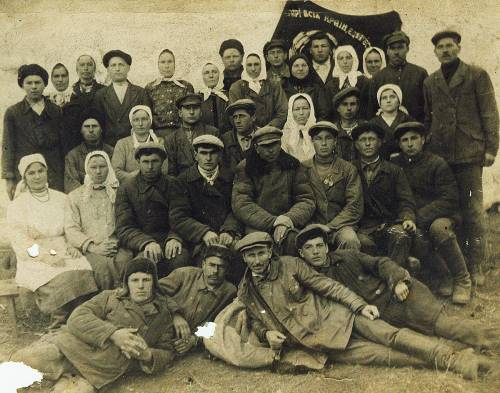
Громада села, 1935 рік
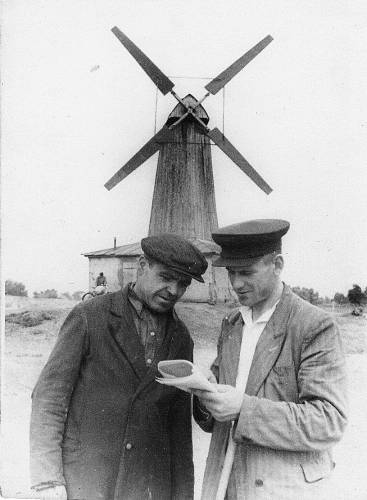
Сільський млин, 1950 рік
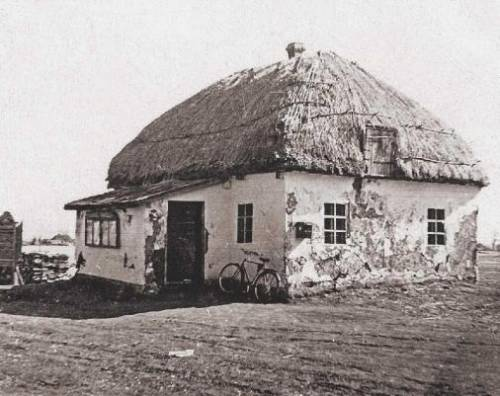
Сільська рада, 1956 рік
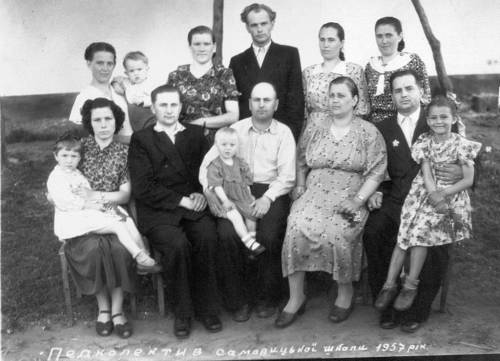
Педколектив, 1957 рік
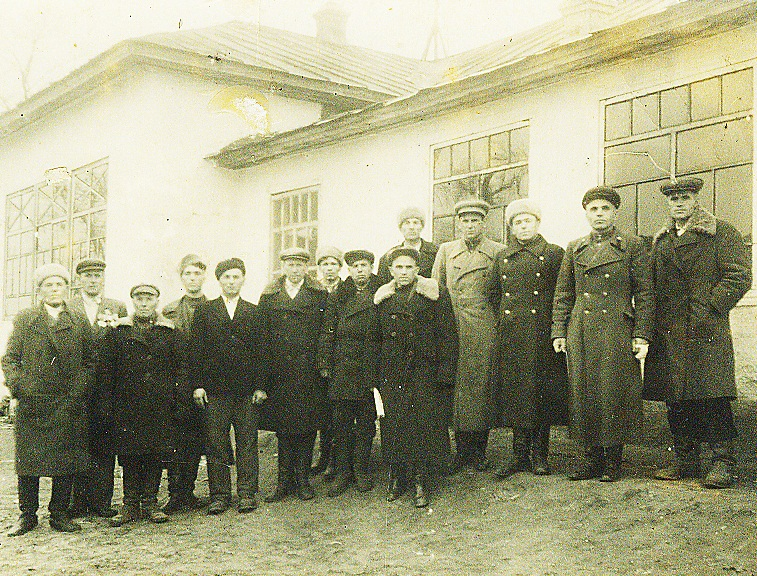
Сільський клуб
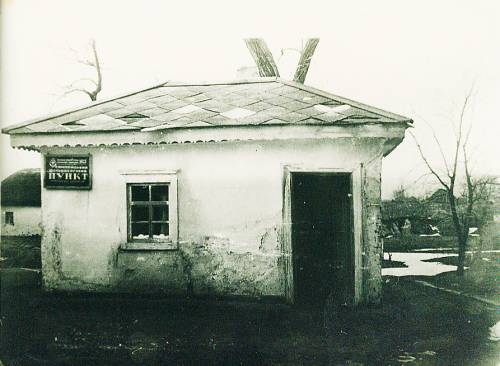
Сільський медпункт
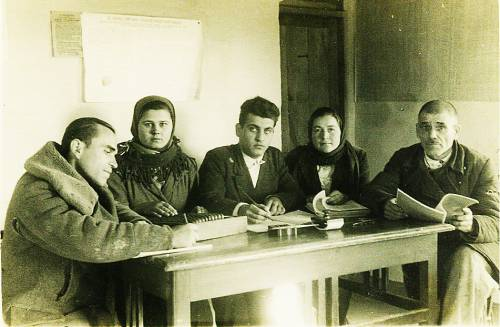
Управа сільського колгоспу